# Victor Loewenwarter
Victor Loewenwarter (geboren am 4. Mai 1887 in Köln; gestorben am 8. Februar 1973 in Chile) war ein deutscher Jurist, Autor juristischer Lehrbücher und einer der bekanntesten Repetitoren der Weimarer Zeit.

## Herkunft
Loewenwarter wurde 1887 in eine bürgerliche, voll im Gesellschaftsleben verwurzelte jüdische Familie geboren. Sein Großonkel David Loewenwarter, ein Spirituosenfabrikant, war einer der Mitinitiatoren der Kölner Dombaulotterie. Sein Vater Dagobert hatte auf deutscher Seite im Deutsch-Französischen Krieg gekämpft und war sehr kaisertreu. Seine Mutter Mathilde war eine geborene Bernays und eine entfernte Verwandte von Jacob und Michael Bernays.

## Leben und Werk
Loewenwarter besuchte ab 1897 das humanistische Königlich Katholische Gymnasium an Aposteln. 1900 feierte er seine Bar Mitzwa, was nicht ungewöhnlich war trotz der grundsätzlich katholischen Ausrichtung seines Gymnasiums. Er galt als hervorragender Schüler und legte 1906 das Abitur ab. Sodann nahm er an der Universität Bonn das Studium der Rechtswissenschaften auf. Dort legte er, trotz finanzieller Schwierigkeiten nach dem Tod seines Vaters 1908, 1910 sein Erstes Juristisches Staatsexamen ab. Anschließend widmete er sich seiner Promotion, die von Ernst Zitelmann betreut wurde. Thematisch behandelte sie den bürgerlichen Wohnsitz im Vergleich des englischen und deutschen Rechts. Den durch die Spannungen vor dem Ersten Weltkrieg bedingten schwierigen Zugang zu originaler englischer Literatur erhielt Loewenwarter, indem er vorgab, Franzose zu sein. Die Sprache hatte er von seiner französischsprachigen Mutter perfekt gelernt. Nach Abschluss der Promotion zum Dr. iur. trat Loewenwarter sein Referendariat an. Dort wurde er zunächst am Amtsgericht Kerpen, später am Amtsgericht, Landgericht und Oberlandesgericht Köln eingesetzt. Im November 1913 bestand er sein Assessorexamen und wurde 1914 Rechtsanwalt, 1920 wurde er am Oberlandesgericht Köln zugelassen.
Im März 1914 heiratete Loewenwarter Martha Sophie Oppenheimer. Am 14. Januar 1915 wurde die gemeinsame Tochter Inge geboren; drei Tage später starb Martha an den Folgen der Geburt. Ihr Tod stürzte ihn in tiefe Depressionen. So kam ihm der Einberufungsbefehl gerade recht, um seinem Leben wieder Struktur zu geben, obwohl er eigentlich dem Kaiser eher ablehnend gegenüberstand und er sich bis dato als Pazifisten bezeichnet hatte. Nach einer Zeit als Reservist wurde er 1917 schließlich zur Front versetzt. Eingesetzt wurde er zunächst als Flak-Kanonier an der Ostfront, nach dem Sonderfrieden von Brest-Litowsk kam er in die Nähe von Reims und kämpfte an der Aisne.
Nach der Rückkehr aus dem Krieg konnte Loewenwarter zunächst nicht mehr in seinem gewählten Beruf als Rechtsanwalt arbeiten, da sich in der Zwischenkriegszeit niemand einen Anwalt leisten konnte oder wollte. Um den selbst erlebten Problemen bei der Juristenausbildung entgegenzuwirken und sich selbst eine neue Existenz aufzubauen, entschloss sich Loewenwarter Repetitor zu werden und den Studenten das erforderliche Wissen praktisch zu vermitteln. Anfang 1919 heiratete er die Krankenschwester Margarete Steinwasser, am 16. März 1920 wurde der gemeinsame Sohn Geerd geboren. Als Repetitor erfreute er sich größter Beliebtheit. Sein praktischer Ansatz, der im Gegensatz zur klassischen universitären Vorlesung stand, war bei den Studenten sehr beliebt. Durchweg lobten sie zudem seine pädagogischen und juristischen Fähigkeiten. Zu den von Loewenwarter Unterrichteten zählen unter anderem Hermann und Elsbeth von Ameln, Alexander Carlebach, Kurt Dörffer, Erich Loeb, Alphons Silbermann und Fritz Ullmann.
Die zunehmende antidemokratische und antisemitische Stimmung machte sich auch in Loewenwarters Repetitorium bemerkbar. Zwar durfte er wegen des Frontkämpferprivilegs auch noch nach Erlass des Gesetzes zur Wiederherstellung des Berufsbeamtentums weiter unterrichten, doch blieben bald die Studenten aus. Danach versuchte er sich nochmals als Anwalt, doch mieden die Mandanten zu dieser Zeit jüdische Anwälte. Die Kooperation mit seinem Kollegen Fritz Falk und die Zulassung zum Oberlandesgericht Düsseldorf zeitigten nicht den gewünschten Erfolg. Die Wiederzulassung zum Oberlandesgericht Köln wurde unter Verweis auf das Gesetz über die Zulassung zur Rechtsanwaltschaft abgelehnt; ein Ersuchen an Reichspräsident Paul von Hindenburg unter Hinweis auf den Fronteinsatz wurde vom damaligen Ministerialdirektor Roland Freisler lapidar abgewiesen. Auch Sohn Geerd sah sich in der Schule zunehmenden Anfeindungen ausgesetzt. So entschloss sich die Familie zur Emigration.
Am 14. August 1933 erhielt Familie Loewenwarter die Einreisegenehmigung nach Chile. Nachdem Haus und Haushalt weit unter Wert verkauft worden waren, traten sie Ende 1933 die Ausreise an und kamen am 12. Januar 1934 in Santiago de Chile an. Die Zulassung zur Anwaltschaft erhielt Loewenwarter jedoch nicht, da die von ihm verwendete Methodik bei der Zulassungsprüfung nicht anerkannt wurde. Über schlecht vergütete Vorlesungen an den Universitäten Santiago de Chile, Valparaíso und Concepción konnte Loewenwarter seine Familie ernähren. Mehr als 650 Pesos monatlich (umgerechnet ca. 50 Reichsmark) standen jedoch selten zur Verfügung. Auch die widerwillig angenommene Taufe der Familie zum katholischen Glauben am 7. Oktober 1935 vermochte an der Situation wenig zu verbessern. Juristische Abhandlungen in spanischer Sprache besserten die Haushaltskasse etwas auf. 1939 wurden wegen des Zweiten Weltkriegs die Lehrverträge mit dem deutschen Staatsbürger Loewenwarter nicht verlängert. Fortan musste er sich als Hilfskraft an der Kongressbibliothek über Wasser halten. Seine Frau starb am 21. Februar 1962. Loewenwarter selbst starb verbittert und nahezu mittellos am 8. Februar 1973.

## Schriften (Auswahl)
Loewenwarters Schriften werden, ungeachtet von antisemitisch bedingten Schmähungen, von Rezensenten und Lesern durchweg als induktiv, praktisch ausgerichtet, verständlich, aber dennoch wissenschaftlich gründlich gelobt. Hervorgehoben wurde vor allem sein steter Bezug zur aktuellen Rechtsprechung.
- Erprobte Regeln zur Anfertigung der Referendar-BGB-Klausur. Bonn 1920.
- Wegweiser durch das BGB. Sack, Berlin 1923 (erlebte mehrere Auflagen, nach seiner Emigration bis zur 18. Auflage, 1954, von seinem ehemaligen Schüler Heinrich Bohnenberg fortgeführt).
- Lehrkommentar zum Bürgerlichen Gesetzbuch: Das Recht der Schuldverhältnisse, besonderer Teil. Heymann, Berlin 1928.
- Lehrkommentar zum Bürgerlichen Gesetzbuch: Das Recht der Schuldverhältnisse, allgemeiner Teil. 2. Auflage. Sack, Berlin 1928.
- Lehrkommentar zum Bürgerlichen Gesetzbuch: Familienrecht. Heymann, Berlin 1929.
- Lehrkommentar zum Bürgerlichen Gesetzbuch: Allgemeiner Teil. 3. Auflage. Heymann, Berlin 1931.
- Klausurfälle mit Lösungen zum Referendarexamen. Berlin 1931.
- Lehrkommentar zum Bürgerlichen Gesetzbuch: Sachenrecht. 2. Auflage. Heymann, Berlin 1932.
- Das BGB in der Rechtsprechung der Gegenwart. 2. Auflage. Heymann, Berlin 1934.
- Erprobte Klausurregeln für das Referendarexamen BGB unter besonderer Berücksichtigung der Anspruchskonkurrenz. 2. Auflage. Berlin 1934.
- Derecho Civil Alemán, con las características de Derecho Mercantil, en comparación con las legislaciones extranjeras, especialmente von la legislación chilena. Universitätsverlag, Santiago de Chile 1936 (spanisch, in drei Bänden).
- Consultorio jurídico a través de la jurisprudencia moderna de la corte suprema y de los Tribunals Superiores subre cuestiones de Derecho Civil y Comparado. Santiago de Chile 1937 (spanisch).
- Cuestionario Jurídico a base de „sesente casos“ auténtico judiciales para el estudio de las tendencias modernas de la ciencia del Derecho Penal. Santiago de Chile 1939 (spanisch).
- Instituciones jurídicas chilenas. Santiago de Chile 1939.
- Código penal. Santiago de Chile 1955 (spanisch).